# Eparchia słucka

Eparchia słucka na tle podziału administracyjnego Egzarchatu Białoruskiego

Eparchia słucka – jedna z eparchii Egzarchatu Białoruskiego Patriarchatu Moskiewskiego, z siedzibą w Słucku. Należy do metropolii mińskiej.
Eparchia powstała 23 października 2014 poprzez podział dotychczasowej eparchii mińskiej i słuckiej. Nowo utworzone eparchie – słucka, borysowska, mołodeczańska – oraz macierzysta eparchia mińska weszły w skład powstałej tego samego dnia metropolii mińskiej.
Eparchia słucka obejmuje część obwodu mińskiego – rejony: słucki, klecki, kopylski, lubański, nieświeski, soligorski i starodoroski.
Pierwszym ordynariuszem eparchii został biskup słucki i soligorski Antoni (Doronin) (sprawował urząd do 2021 r.).
W skład eparchii wchodzi 7 dekanatów:
- klecki (16 parafii)
- kopylski (18 parafii)
- lubański (12 parafii)
- nieświeski (16 parafii)
- słucki (20 parafii)
- soligorski (20 parafii)
- starodoroski (7 parafii)

Na terenie eparchii działa 1 monaster:
- monaster św. Zofii, księżnej słuckiej w Słucku – żeński